# Es Bòrdes
Es Bòrdes és un municipi de la comarca de la Vall d'Aran, situat al terçó d'Irissa. De 1877 a 1982 el seu nom era Las Bordas, i de 1982 a 1984 Les Bordes; a partir d'aquest, la seva denominació oficial és l'aranesa.

## Història
Antigament es coneixia com Les Bordes de Castell-lleó, ja que hi havia hagut el castell medieval de Lleó (1283-1719). Recentment s'han trobat restes d'aquesta construcció.
Fins al segle xviii no era més que un nucli de bordes pertanyents als pobles de Benòs i Begòs, però després de la destrucció del castell (1719), amb materials aprofitats d'aquest, s'anaren edificant algunes cases i l'església parroquial (1806).

## Geografia
- Llista de topònims d'es Bòrdes (Orografia: muntanyes, serres, collades, indrets..; hidrografia: rius, fonts...; edificis: cases, masies, esglésies, etc).

El municipi està integrat per quatre pobles: Es Bòrdes, Benòs, Begòs i Arró, que és una entitat municipal descentralitzada.
| Entitat de població | Habitants (2024) |
| Es Bòrdes           | 201              |
| Benòs               | 32               |
| Arró                | 31               |
| Begòs               | 17               |
| Font: Idescat       |                  |

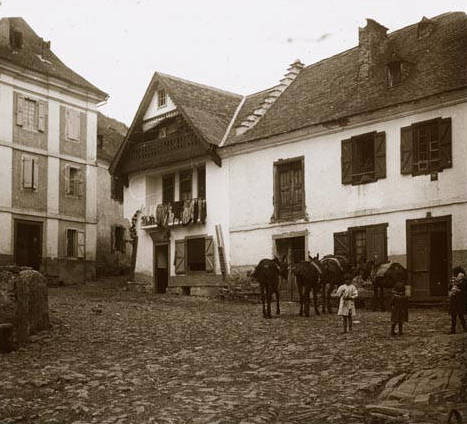
Es Bòrdes el 1916

El terme està situat en una zona molt muntanyosa, enmig de les Valls Deth Joeu i Garona, amb desnivells que arriben als 1.200 m; hi arriben afluents del Joeu d'ençà els estanys glacials de capçalera, com el de Romingau i Les Garses.
Destaquen principalment llurs boscos d'avet i faig (666 ha) i també llurs àrees de pastura (809 ha).
La carretera N-230 travessa Es Bòrdes i la comunica amb Lleida i França (ja que es troba a molt poca distància) on, a 25 km de la frontera, es troba l'estació ferroviària de Banhèras de Luishon.

## Economia
La vegetació natural ha afavorit tant la ramaderia (bovina i ovina) com l'explotació forestal, les principals activitats econòmiques de la zona, i unes 150 hectàrees de prats de regadiu es dediquen a l'agricultura.
Compta amb una serradora i també amb la central hidroelèctrica de Benós, d'ençà 1952.
Malgrat això, el principal sector d'ocupació és el dels serveis, amb més de la meitat de la població.

## Demografia
| 1497 f | 1515 f | 1553 f | 1717 | 1787 | 1857 | 1877 | 1887 | 1900 | 1910 |
| ------ | ------ | ------ | ---- | ---- | ---- | ---- | ---- | ---- | ---- |
| -      | -      | 27     | 9    | 408  | 641  | 513  | 503  | 446  | 473  |

| 1920 | 1930 | 1940 | 1950 | 1960 | 1970 | 1981 | 1990 | 1992 | 1994 |
| ---- | ---- | ---- | ---- | ---- | ---- | ---- | ---- | ---- | ---- |
| 390  | 384  | 297  | 635  | 502  | 205  | 167  | 190  | 194  | 194  |

| 1996 | 1998 | 2000 | 2002 | 2004 | 2006 | 2008 | 2010 | 2012 | 2014 |
| ---- | ---- | ---- | ---- | ---- | ---- | ---- | ---- | ---- | ---- |
| 220  | 207  | 212  | 222  | 217  | 247  | 237  | 245  | 238  | 234  |

| 2016 | 2018 | 2020 | 2022 | 2024 | 2026 | 2028 | 2030 | 2032 | 2034 |
| ---- | ---- | ---- | ---- | ---- | ---- | ---- | ---- | ---- | ---- |
| 250  | 266  | 255  | 282  | 280  | -    | -    | -    | -    | -    |

## Política

### Alcaldes
Alcaldes des de les eleccions democràtiques de 1979
- Ana Maria Tomás Palomeras (1979 - 1987)
- Francés Medan Juanmartí (1987 - 2015)
- Rosa Mirat Marqués (2015 - Act)

## Festivitats

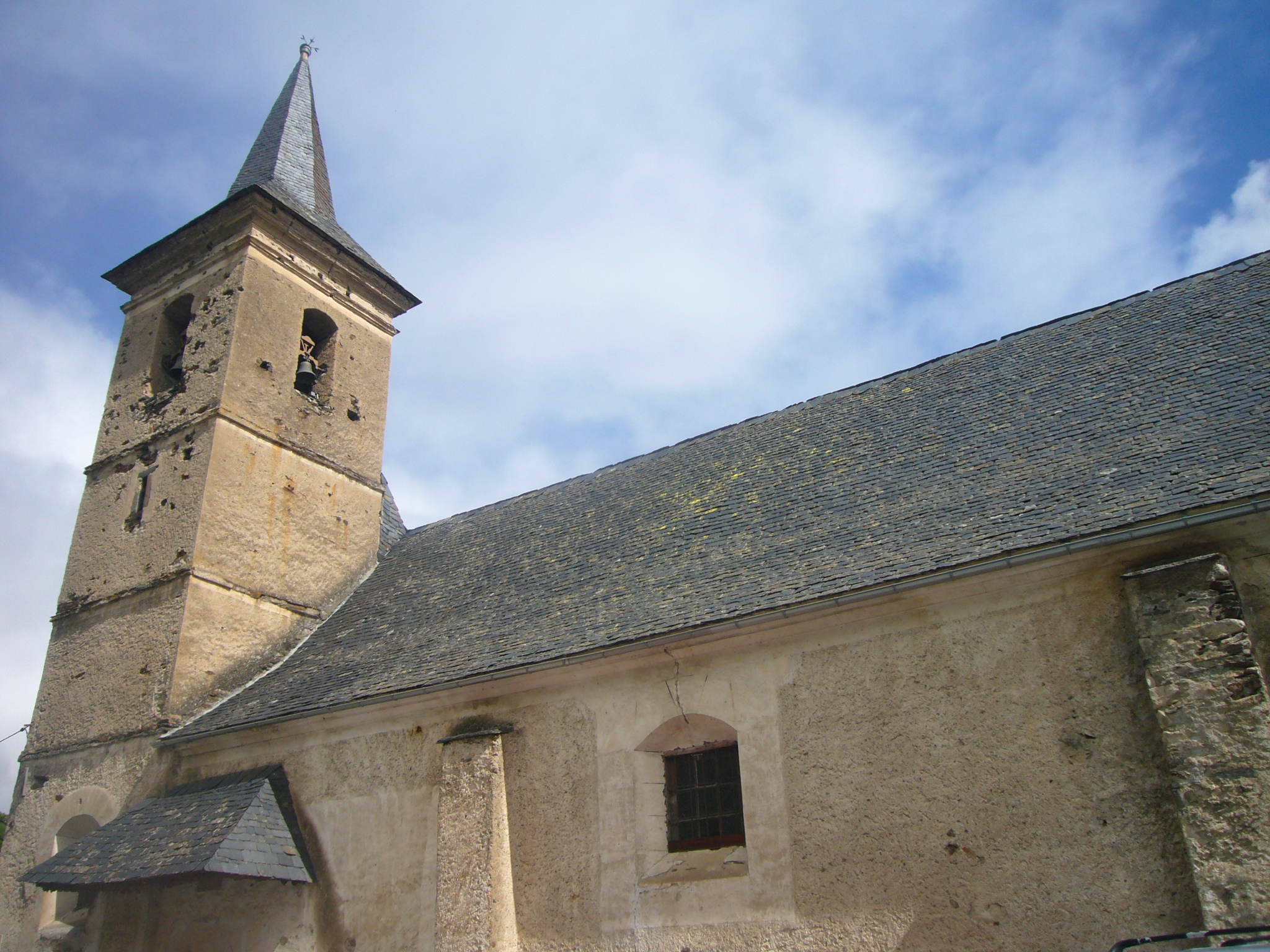
Església d'Era Mare de Diu deth Rosèr

- Tercer diumenge de juliol: romeria a Era Artiga de Lin
- 8 de setembre: Festa Major d'Es Bòrdes

## Llocs d'interès
- Auet dera Hònt deth Gresilhon.
- Era Artiga de Lin, unes extenses prades amb un santuari i el refugi de muntanya d'Artiga de Lin.[7]
- Església d'Era Mare de Diu deth Rosèr, que data del 1806.